# ダブリンシティ大学
ダブリンシティ大学（ダブリンシティだいがく、英語: Dublin City University、公用語表記: Ollscoil Chathair Bhaile Átha Cliath）は、ダブリン9区グラスネビンに本部を置くアイルランドの国立大学。1975年創立、1989年大学設置。大学の略称はDCU。

## 概要

### 大学全体
1975年にダブリン国立高等教育研究所（National Institute for Higher Education, Dublin）として設立され、1980年に発足した大学である。1989年9月にリムリック大学とともに、大学としての認可を得た。リムリック大学に続き、1922年のアイルランド独立後に設立された2番目の大学である。AACSB、MBA協会、ESBビジネススクール、ヨーロッパ大学協会、アイルランド大学協会、アイルランド大学の加盟大学である。
2020年現在、17,400名の学生と80,000名以上の卒業生、DCU Connectedを通じる通信教育の学生が約1,200名いる。また、日本語・日本文化専攻を設けている。

### 大学名
英語の「Dublin City University」、またはアイルランド語の「Ollscoil Chathair Bhaile Átha Cliath」はダブリン市内にある大学という意味合いを持つ国立大学のため、「ダブリン市立大学」と和訳するのは誤りである。日本語では、「ダブリンシティ大学」のほか、「ダブリン市大学」とも訳される。

### 大学評価
大学評価の世界的指標の一つである、クアクアレリ・シモンズによる「QS世界大学ランキング 2021」（2020年）では世界第439位で、ヨーロッパ第274位、国内第5位であり、創立50年未満の大学ランキングでは世界第61〜70位台等である。過去最高は、2012年の世界第324位。
また、タイムズ・ハイアー・エデュケーションの『THE世界大学ランキング 2021』（2020年）では世界第501〜600位台等、国内第7位であり、創立50年未満の大学ランキングでは世界第101〜150位台等である。

### 入学試験
中央出願局（CAO）は、ダブリンシティ大学に代わり、アイルランド、イギリス、欧州連合および欧州自由貿易連合の学士課程の出願を担当している。入学の決定は、CAOが合格受験者に通知を出すようダブリンシティ大学が指示している。大学への入学は専ら学力に基づいている。最低限の入学要件があり、個々の学部・コースにはさらに入学要件がある。医学や音楽、演劇など一部の学部・コースは別の試験を受ける必要もある。
CAOは、アイルランドの国家統一高校卒業試験のリービング・サーティフィケートの結果に応じて合否を決める。イギリスの一般教育修了上級レベル、フランスのバカロレアなどの欧州連合および欧州自由貿易連合の試験や国際バカロレアなどでも出願はできる。
欧州連合の国民または居住者ではない出願者には、異なる出願手順が適用される。
大学院への入学は、ダブリンシティ大学が直接担当する。

## 沿革
1975年に臨時で設立され、同年の6月18日にリアム・マルケイが代理理事に就任し、その翌日には最初の理事会が開かれた。ダニー・オヘアは1977年に理事に就任し、22年間務めた。初期の段階では、後にダブリン技術学院（DIT）となった学院と統一される構造になることが意図されていたが、1978年に独立した機関が設置することになった。
1979年、ダブリン市内中心部から5km離れた344,000m2の敷地に移動し、ダブリン市議会のアルバート・カレッジ・パークの北にあった。アルバート・カレッジ棟は、移動前から残っている唯一の建物である。ヘンリー・グラタンビルは、隣接するレストランとともに1981年に完成した最初の建物であり、近代的な大学のキャンパスを形成するために多くの建物が追加された。
1986年に技術教育に関する国際研究グループが設立され、ダブリンとリムリックにある国立高等教育研究所の将来を調査した。報告書では、総合大学（University）と認可され、大学名を「ダブリンシティ大学」、または「レンスター大学」と名付けるべきであると述べていた。
最終的に「ダブリンシティ大学」という大学名が選択され、1989年のダブリンシティ大学法によってこれが認可された。
初期の焦点は、科学と技術だったが、ビジネススクールも有している。最近では、舞台芸術や人文科学においても存在感を高めている。ダブリンシティ大学は、就職プログラム（INTRA）をアイルランドで最初に設置した。
ダブリンシティ大学は、アイルランド全国、および海外の学生以上に35年以上にわたって高等教育を提供している。1982年に国立通信教育センターが設置され、従来の通信教育プログラムを提供していた。オンラインサポートの要素でますます設計されているという現実を反映するために、2004年に国立通信教育センター（Oscail – DCU Online Education）に変更された。2013年に、教育機関の一部としてオープン教育部門（Open Education Unit）を備えた国立デジタル学習研究所（National Institute for Digital Learning, NIDL）を立ち上げた。オープン教育部門は、アイルランド居住者と世界中の学生に提供するオンラインコースと学位プログラムの増加を管理している。
2002年にアイルランド舞台芸術アカデミーの本部をダブリンシティ大学に設置する計画があったが、廃止された。
2016年9月、ダブリンにある他の3つの教育機関、アイルランド聖公会教育カレッジ、マター・デイ教育研究所、セント・パトリック・カレッジの編入手続きを完了した。

## 施設

### キャンパス
キャンパスはすべてダブリンの9区に位置している。グラスネビンキャンパス、セント・パトリックキャンパス、オールハロウズキャンパスの主要キャンパスが3つある。また、DCUアルファキャンパス、スポーツキャンパスを含むと計5つのキャンパスがある。

#### グラスネビンキャンパス
グラスネビンキャンパスの総面積は約202,000m2で、コリンズ通り、アルバート・カレッジ・パーク、バリームン通り、ヒルサイド・ファーム、セント・エイダンズ学校に隣接している。西のバリームン通りと北のコリンズ通りからグラスネビンキャンパスへ出入りできる。

#### セント・パトリックキャンパス
旧セント・パトリック教育カレッジの裏側のスポーツフィールドがある、セント・パトリックキャンパスはトルカ川の北、ドラムコンドラ中心部に位置している。教育研究の活動の大部分はこのキャンパスで行われている。

#### オール・ハロウズキャンパス
オール・ハロウズキャンパスは、ドラムコンドラの住宅街のグレイス・パーク通りにあるオール・ホロウズカレッジの土地、建物、墓地で形成されている。統合された旧アイルランド教会教育大学の宗教的要素を監督するアイルランド教会センターもこのキャンパスを拠点としている。

#### スポーツキャンパス
スポーツキャンパス、またはセントクレアキャンパスはバリーマン通りの西側にあり、面積は142,000m2である。

#### DCUアルファキャンパス

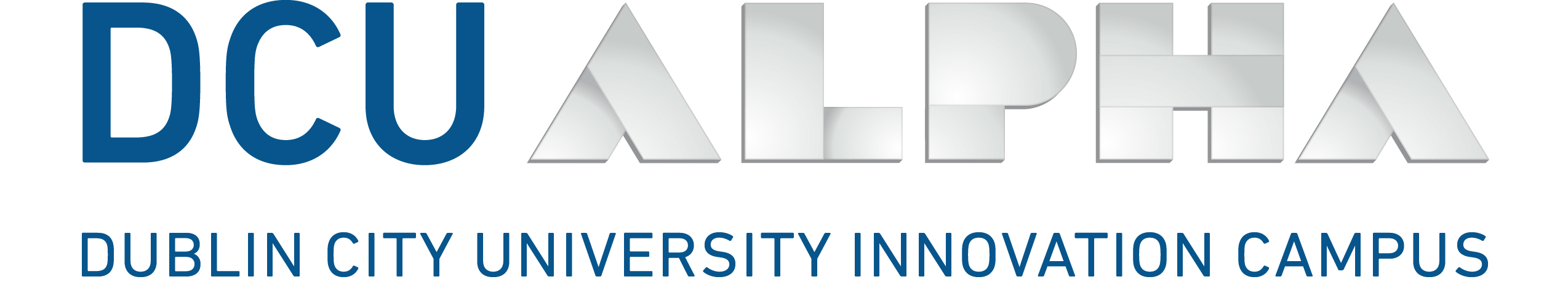
DCUアルファ・イノベーション

18,000m2の10エーカーの敷地。グラスネビン中心部の北にある建物のDCUアルファキャンパスは、未来の技術の開発を目的とした、研究キャンパス。コネクテッドヘルス、再生可能エネルギー、IoTの製品を開発している350名の従業員を抱える35の企業が拠点を置いている。

### サービス
ダブリンシティ大学には、テレビ・サウンドスタジオ、コンピューター室およびネットワーク設備、言語・通訳研究室、ビデオ会議室、印刷・グラフィック研究室など、広範な教育施設、研究施設がある。
ダブリンシティ大学言語サービス株式会社（DCU Language Services Ltd.）は、英語のトレーニングを提供するキャンパス内の会社であり、他にも専門の翻訳および通訳サービス、言語評価、多言語のEマーケティングサービス、言語サービスプロバイダーなどとしても機能している。
キャンパス内には、インター信仰センター、保育所、医療センター、カウンセリングサービス、身体障害者サービスがある。
他には、学生芸術劇場（別名オメガ[Ω]）、チケットマスター直売店、「デジタルカフェ」、スポーツクラブとサークルの会議とセミナールーム、スターバックスが2店（本食堂とスポーツ棟）、3つのプール、バンドの練習用の「グラスルーム」などがある。
小売店では、6つのレストランと2つのバー、コンビニエンスストア（スパー）、薬局、理髪店、学生自治会店、銀行（アイルランド銀行）、ゼロックス複写センター、書店などがある。

### スポーツ施設
キャンパス内のスポーツ施設には、スポーツ複合施設と、エアロビクススタジオ、スピニングスタジオ、静粛スタジオ、4つのスポーツホール、2つのスカッシュコート、ガラス張りのハンドボール・ラケットボールコート、フィットネスセンター、卓球場、ボディコンディショニングアリーナ、投光照明付きの人工芝ホッケー場、7つのさまざまなスポーツ用芝生、8つのサッカー場、屋内クライミングウォール、4レーンの75メートル屋内スプリントトラック、有酸素運動マシン、フリーウェイト、レジスタンスマシンを装備したジムがある。スポーツ複合施設では、専門のスポーツトレーナーが常駐し、フィットネス体制についてアドバイスを提供している。プール、足湯、スパプール、スチームルーム、ウェルネススパ、アイスファウンテン、ラコニウム、マルチジェットパルスシャワー、サウナ、香り付きマルチジェットシャワーもある。
スポーツホールは、3つのバレーボール、バドミントン、またはバスケットボールコートに分割できる。スポーツキャンパス（セントクレアキャンパス）では、スポーツパビリオン、2つのGAA場、2つのサッカー場、ラグビー場、ホッケーやサッカー用の投光照明付き人工芝場などがある。
アルバート・カレッジ・パークの国立テニストレーニングセンターには10面のテニスコート（4つの屋内アクリルコート、3つの屋外ハードコート、3つの屋外クレーコート）がある。アルバート・カレッジ・パークには、ゲーリック体育協会場、陸上競技場、構成により4つから6つのサッカー場もある。
DCUスポーツアカデミーは2006年11月に発足された。会員で選ばれた者には奨学金が与えられ、キャンパス内の寮、教科書や授業料の財政支援、個人的な授業、主要な国内および国際大会への立ち入り、理学療法とマッサージ、スポーツ栄養学のアドバイス、ハイパフォーマンス教育の講演会やワークショップなど、それぞれ最大10,000ユーロの支援を受けることができる。
2009年には「スポーツセンター・オブ・ザ・イヤー・アワード」を受賞した。

### 寮
ダブリンシティ大学の学生寮は、「DCUルーム」と呼ばれている。1990年代半ば以降、アイルランドのすべての大学はキャンパス内の学生寮を構築してきたが、依然として少数派である。ほとんどの学生寮はアパートであり、DCUキャンパス・レジデンスによって管理されている。以下のキャンパスに、学生寮がある。
- グラスネビンキャンパス
- セント・パトリックキャンパス
- オール・ハロウズキャンパス

## 組織構成

### 学部
2020年現在の学部は下記の通り（専攻を除く）。
- 人文社会科学部
  - 応用言語文化学科
  - コミュニケーション学科
  - 英語学科
  - 企業アイルランド語学科
  - 歴史地理学科
  - 法政学科
  - 神学・哲学・音楽学科
- 教育学部
  - 芸術教育・運動学科
  - 人間発達科学科
  - インクルーシブ・特別教育学科
  - 言語・識字・幼児教育学科
  - ポリシー・実習学科
  - STEM教育・イノベーション・グローバル学科
- 理保健学部
  - 生物工学科
  - 化学科学科
  - 健康・ヒューマンパフォーマンス学科
  - 数理科学科
  - 看護・心理療法学・地域保健学科
  - 物理科学部
  - 心理学科
- 工学計算機学部
  - 計算機学科
  - 電子工学科
  - 機械製造工学科
- DCUビジネススクール
- DCU Connected（通信教育）

### 研究科
2020年現在の研究科は下記の通り（専攻を除く）。
- 人文社会科学系研究科
  - 応用言語文化学研究系
  - コミュニケーション学研究系
  - 英語学研究系
  - 企業アイルランド語学研究系
  - 歴史地理学研究系
  - 法政学研究系
  - 神学・哲学・音楽研究系
- 教育学研究科
  - 芸術教育・運動学研究系
  - 人間発達科学研究系
  - インクルーシブ・特別教育研究系
  - 言語・識字・幼児教育研究系
  - ポリシー・実習研究系
  - STEM教育・イノベーション・グローバル研究系
- 理保健学系研究科
  - 生物工学研究系
  - 化学科学研究系
  - 健康・ヒューマンパフォーマンス研究系
  - 数理科学研究系
  - 看護・心理療法学・地域保健研究系
  - 物理科学研究系
  - 心理学研究系
- 工学計算機学系研究科
  - 計算機学研究系
  - 電子工学研究系
  - 機械製造工学研究系
- DCUビジネススクール
- DCU Connected（通信教育）

### 附属・連携機関

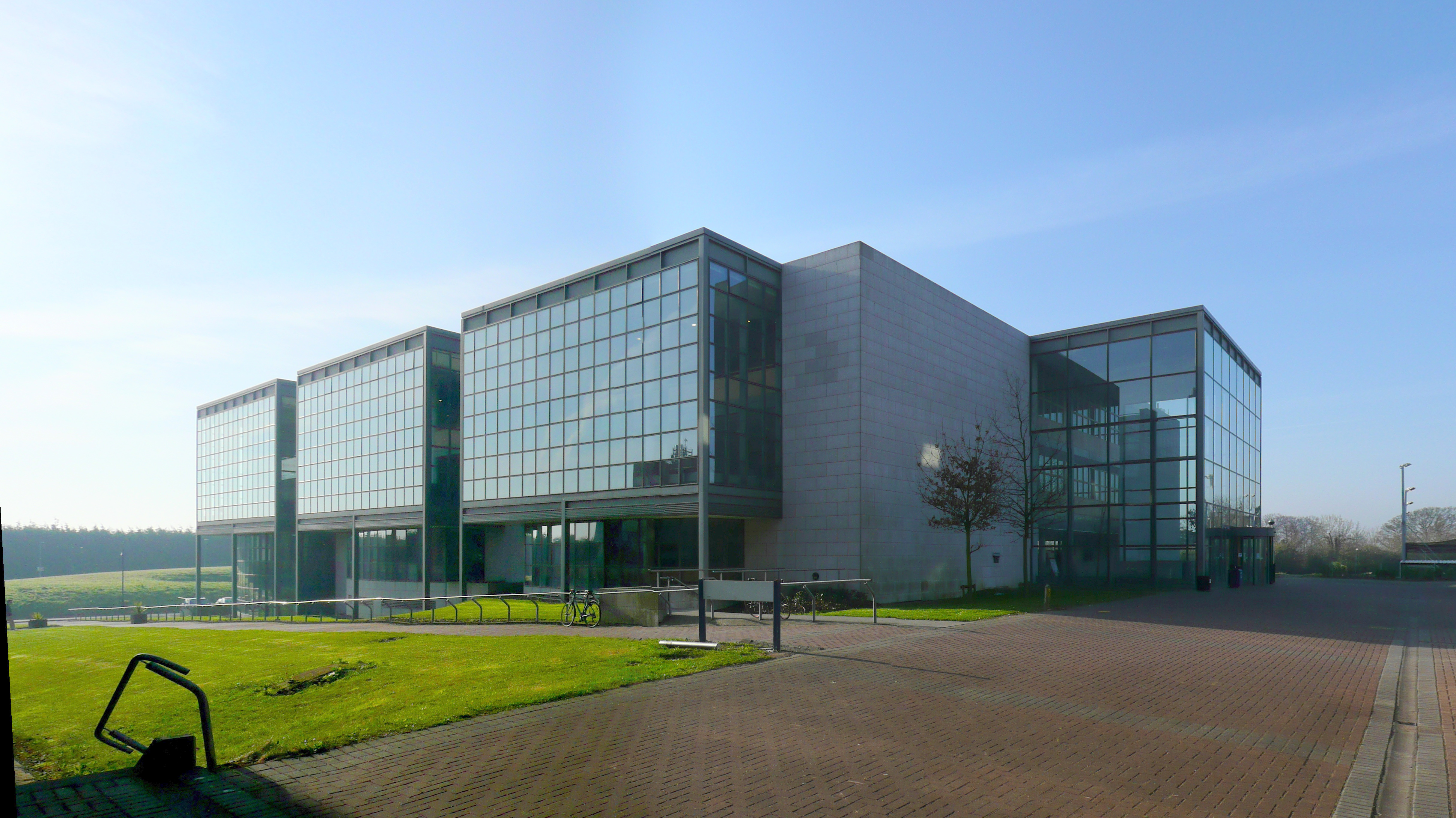
オライリー図書館（2009年）

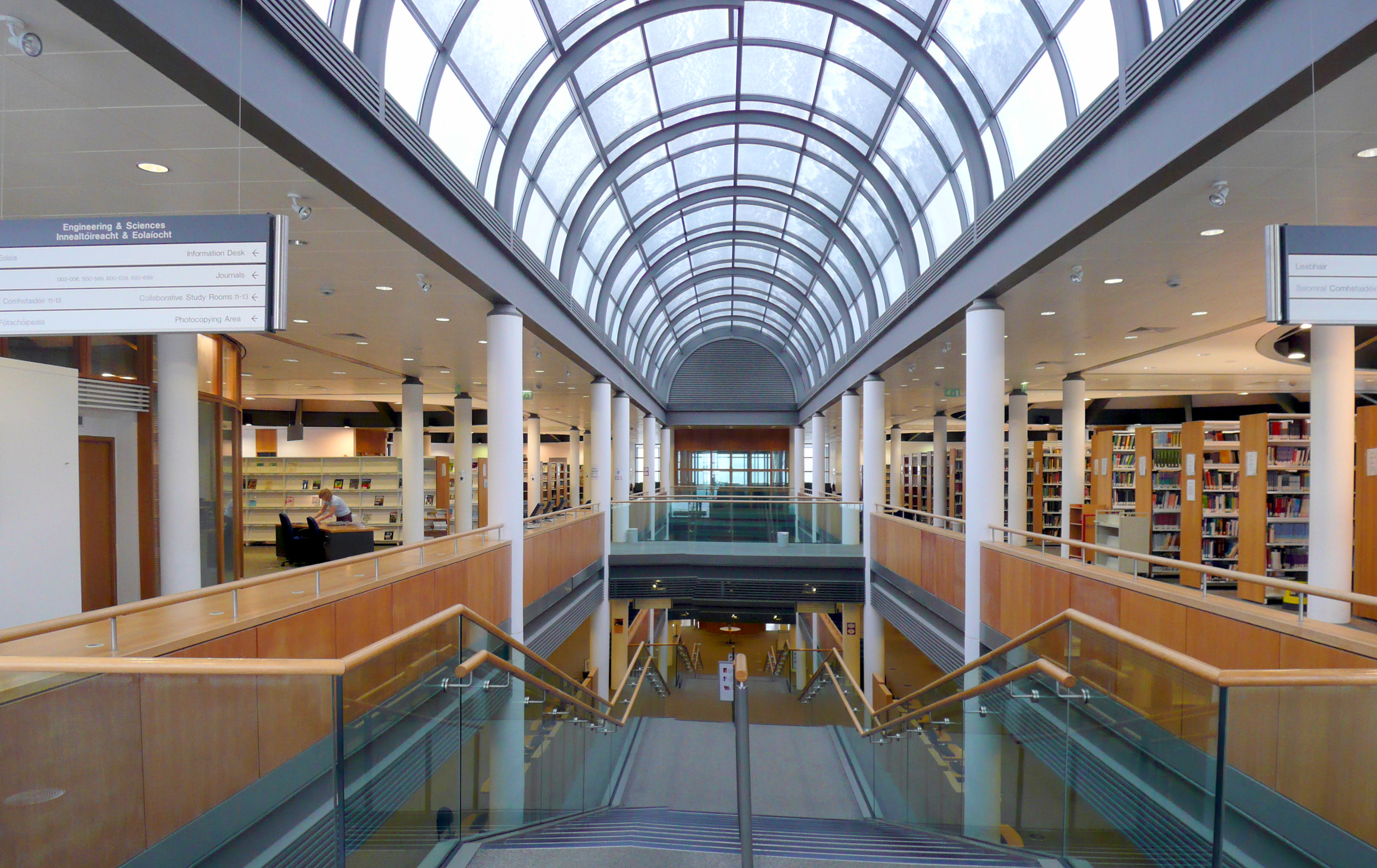
オライリー図書館内（2009年）

2020年現在の附属病院は下記の通り。
- ボーモント病院
- メイター・ミセリコーディア大学病院
- セント・ビンセント病院
- セント・ジェームズ病院
- テンプル・ストリートこども大学病院
- ボン・スクール病院
- セント・イタ病院
- セント・ジョセフ病院

#### 図書館
ダブリンシティ大学図書館は納本図書館であり、アイルランドで出版されたすべての書籍を法的に入手することができる。
- オライリー図書館（グランスネビンキャンパス）
- クレガン図書館（セント・パトリックキャンパス）

#### 語学学校
- ダブリンシティ大学語学センター（Language Service）

## 教育および研究

### 教育
ダブリンシティ大学には、アイルランドで最初に建てられた大学の看護学部がある。また、アイルランドで最初のビジネス情報学修士（欧州）を設立した大学でもある。
DCU Connectedと呼ばれる通信教育の長い歴史があり、学部、大学院のオンラインコースが数多く提供されている。また、デジタルオンライン学習の現代的なモデルの設計、実装、評価の最前線で世界をリードすることを目指している、国立デジタル学習研究所（NIDL）も運営している。NIDLは、アイルランドのオープン・ラーニング・アカデミーを通じ、無料のオンラインコース（MOOCなど）の設計と配信も管理している。
アイルランドのアクチュアリー試験会場でもあり、プロメトリックテストセンターがあり、アイルランドの大学院経営試験（GMAT）の試験会場でもある。

#### 入学試験
中央出願局（CAO）は、ダブリンシティ大学に代わり、アイルランド、イギリス、欧州連合および欧州自由貿易連合の学部課程の出願を担当している。学部課程への入学の決定は、CAOに合格受験者に通知を出すようダブリンシティ大学が指示している。大学への入学は専ら学力に基づいている。大学には最低限の入学要件があり、英語またはアイルランド語の合格最低点と数学の合格最低点が必要である。また、ヨーロッパ大陸の外国語（フランス語、ドイツ語、スペイン語、イタリア語）での合格最低点が必要な場合もあり、数学の高レベル試験で40％を超えると総合点数に25点加算される。
また、個々の学部・コースにはさらに入学要件がある。たとえば、理系学部は通常、1つ以上の科学科目で特定の点数以上が必要となる。アイルランドの国家卒業統一試験のリービング・サーティフィケートの科目試験には高レベル（Higher Level）、普通レベル（Ordinary Level）があり、入学条件にレベルを指定する場合もある。また、試験の総合点数で学部・コースに必要な総合点数を達成する必要もある。総合点数は、通常リービング・サーティフィケートでは625点満点であるが、医学部など一部の学部・コースは別の試験を受ける必要があり、必要最低点数が625点を超えることもある。例えば、2018年の工学情報学部計算機学科データサイエンス専攻では、最低総合点数454点が必要な上、数学（高レベル）の最低得点が80％以上である必要がある。
合否は、CAOによって毎年8月中旬に発表される。アイルランドのリービング・サーティフィケートのみならず、イギリスの一般教育修了上級レベル、フランスのバカロレアなどの欧州連合および欧州自由貿易連合の試験や国際バカロレアなどでも出願はできる。欧州連合の国民または居住者ではない出願者には、異なる出願手順が適用される。
日本を含む欧州外の場合、国際バカロレア、一般教育修了上級レベルなどのいずれかの受験者で最低入学条件を満たすならば、直接入学できる。ただし、入学を保証するものではなく、優れた試験結果を保有している受験者を順に定員を埋める。それ以外では、1年間または2学期中1学期間のファンデーション・プログラムを設けている。最低限IELTSで5.5以上、いかなる試験項目で5.0を下回らない英語力の場合は1年間、最低限IELTSで6.0以上、いかなる試験項目で6.5を下回らない英語力の場合は1学期間のプログラムを受ける。
大学院の場合、英語力に加え、学士のGPAを3以上（B）で卒業している必要がある。また、一部の研究科により更なる入学要件がある。

### 研究
2020年現在の大学認定研究センターの一覧は以下の通り。
- ADAPT@DCU
- 複雑システムモデリング先端研究計算機学センター
- いじめ防止研究資料センター（ABC）
- 先端プロセス技術研究センター（APT）
- 反腐敗研究センター（ARC）
- 生物医学診断研究所（BDI）
- STEM教育・学習推進センター（CASTeL）
- 天体物理学・相対性理論センター（CfAR）
- e-統合ケアセンター（CeIC）
- 評価・品質・検査センター（EQI）
- 家族経営センター
- 人権・市民権教育センター（CHRCE）
- 翻訳・テキスト研究センター（CTTS）
- CONNECT@DCU
- エンタワイン
- 健康食＠DCU
- フラウンホーファー生物分析システム計画センター（FPC@DCU）
- FuJo
- I-Form先端製造研究センター
- アイルランドデジタルビジネス研究所（IIDB）
- INSIGHT@DCU
- アイルランドフォトニクス統合センター（IPIC@DCU）
- 倫理研究所
- 国際紛争解決・復興研究所（IICRR）
- 国際神経治療センター
- アイルランドソフトウェア研究センター（LERO）
- 国立プラズマ科学技術センター（NCPST）
- 国立センサ研究センター（NCSR）
- 国立細胞生物工学研究所（NICB）
- SEALBHÚ
- 社会法制研究センター
- 水質研究所
- 教育評価研究政策センター
- 教師教育研究センター（CREATE21）
- 継続教育訓練研究センター（FETRC）

## 学生生活

### 課外活動

#### スポーツクラブとサークル
さまざまなスポーツクラブやサークルがあり、学術、文化、コンピューターゲーム、スポーツなど幅広く活動しており、合計で150を超える数になっている。また、日本サークル（Japanese Society）など様々な国をテーマにしたサークルもある。サークルとスポーツクラブは、資本金の一部から財政的支援を受け、学生委員会のみによって管理されている。サークル運営委員会（SLC）およびスポーツクラブ運営委員会（CLC）は、自身の方針と資金を管理、推進している。

#### 政治
アイルランドの主要な政党は、学生によって学内で代表している。 2012/2013学年度では、共和党が最大の政党であり、ルアドリー・モランが議長を務めた。伝統的にキャンパス内で最大の労働党と、会員数が30％減少した統一アイルランド党はいずれも2位、3位となった。

## 学内組織と大学関係者

### 学内組織
法律に基づき、政策立案統治体によって管理されている。その機能は国立高等教育機関法（1980年）に概説されており、ダブリンシティ大学法（1989年）で改訂された。1997年の大学法を含め、大学として認可されている。
運営団体の31名は、さまざまなグループや当局によって選ばれ、教職員と学生（学生自治会役員の選挙に基づく職権）によって選出されたメンバーが含まれる。卒業生は直接1人のメンバーを選ぶことができる。
2019年現在、ダブリンシティ大学長は、アイルランドの元欧州委員会委員のマーティン・マクリースと元法務長官のデビッド・バーンである。

### 出版物
大学全体に以下の出版物が配布されている。
- 『ザ・カレッジ・ビュー』：学生新聞[59]
- 『ザ・ルック』：『ザ・カレッジ・ビュー』に含まれるファッション別子[60]

## 対外関係

### 他大学との協定 （海外）
2020年7月現在、211校の大学と学術交流協定を締結している。そのうち、11校は日本にある。
 日本
- 大阪市立大学
- 金沢大学
- 関西学院大学
- 京都外国語大学
- 神戸大学
- 上智大学
- 高崎経済大学
- 東洋大学
- 同志社大学
- 立教大学
- 早稲田大学

## 主な出身者
- メアリー・ルー・マクドナルド：シン・フェイン党首
- エンダ・ケニー：アイルランド第13代首相
- キャサル・グリン：ダブリンシティ大学教員、筑波大学訪問学者
- ジョン・コナリー：推理作家
- ローリー・キャロル：イギリスの日刊紙『ガーディアン』に所属する新聞記者
- 山下理恵子：日本のアイルランド研究家、翻訳家
- 大矢政徳：明治大学国際日本学部専任教授（言語学）

## 主な教員
- マーガレット・ヘファーナン：非常勤講師
- キャサル・グリン：ダブリンシティ大学大学院工学計算機学系研究科教授、筑波大学訪問学者